# تيم فيري
تيم فيري (بالإنجليزية: Tim Ferry)‏ هو متسابق دراجات نارية أمريكي، ولد في 18 مارس 1975 في ويست بالم بيتش في الولايات المتحدة.